# Goodeniaceae
Goodeniaceae is een botanische naam, voor een familie van tweezaadlobbige planten. Een familie onder deze naam wordt vrij algemeen erkend door systemen van plantentaxonomie, en ook door het APG-systeem (1998) en het APG II-systeem (2003).
Het gaat om een vrij forse familie van enkele honderden soorten.
In het Cronquist-systeem (1981) werd de familie geplaatst in de orde Campanulales. Een ander verschil is dat de familie bij APG is uitgebreid met Brunonia australis dat bij Cronquist een eigen familie (Brunoniaceae) vormde.

## Geslachten
- Anthotium R.Br.
- Brunonia R.Br.
- Coopernookia Carolin
- Dampiera R.Br.
- Diaspasis R.Br.
- Goodenia Sm.
- Lechenaultia R.Br.
- Pentaptilon E.Pritz.
- Scaevola L.
- Selliera Cav.
- Velleia Sm.
- Verreauxia Benth.